# Wadersloh
Wadersloh är en kommun och ort i Kreis Warendorf i Regierungsbezirk Münster i förbundslandet Nordrhein-Westfalen i Tyskland.